# Parti démocratique du Sandžak
Le Parti démocratique du Sandžak (en serbe cyrillique : Санджачка демократска партија ; en serbe latin : Sandžačka demokratska partija ; en abrégé : SDP) est un parti politique social-démocrate serbe. Il a été fondé en 1996 et a son siège à Novi Pazar. Il est présidé par Rešad Hodžić,.
Il s'est donné comme mission la défense de la minorité bosniaque du Sandžak.

## Histoire
Le parti a été créé en 1996 par des dissidents de la ligne nationaliste dure du Parti d'action démocratique du Sandžak ; son premier président était Rasim Ljajić.

## Activités politiques
En 2000, le Parti démocratique du Sandžak (SDP) participe à la vaste coalition de l'Opposition démocratique de Serbie (DOS) qui a pour but de renverser le régime de Slobodan Milošević, le chef du Parti socialiste de Serbie (SPS). À la suite de la révolution des bulldozers le 5 octobre 2000, des élections législatives ont lieu le 23 décembre ; le DOS remporte 176 sièges à l'Assemblée nationale de la République de Serbie, dont 2 pour le SDP.

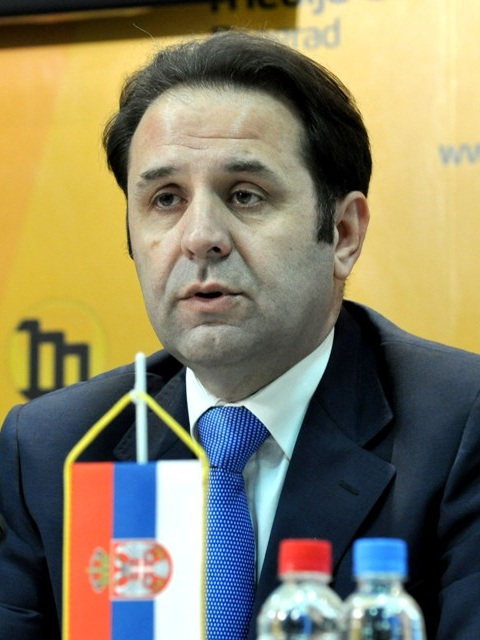
Rasim Ljajić en 2008

À partir de 2002, la Serbie traverse une crise politique, étant dans l'incapacité d'élire un président de la République faute d'une participation suffisante,,. La coalition du DOS éclate et l'Assemblée nationale est dissoute le 13 novembre 2003. Aux élections législatives anticipées du 28 décembre 2003, Rasim Ljajić, le président du SDP est un des chefs de la coalition « Ensemble pour la tolérance », un vaste rassemblement de 15 partis ou organisations dont font notamment partie Nenad Čanak de la Ligue des sociaux-démocrates de Voïvodine (LSV) et József Kasza de l'Alliance des Magyars de Voïvodine ; elle se donne pour but de donner un plus vaste auditoire aux minorités nationales. L'alliance obtient 161 765 voix, soit 4,22 % des suffrages, ce qui ne lui permet pas d'obtenir de siège à l'Assemblée nationale.
Aux élections législatives du 21 janvier 2007, le Parti démocratique du Sandžak fait liste commune avec le Parti démocratique (DS), du président Boris Tadić ; il y figure en 10e position. La liste remporte 22,71 % des suffrages et obtient 64 sièges à l'Assemblée, dont 3 pour le SDP. Le 17 mai, Ljajić est élu ministre du Travail et de la Politique sociale dans le second gouvernement de Vojislav Koštunica.
À l'élection présidentielle serbe de 2008, le Parti démocratique du Sandžak apporte son soutien au président sortant Boris Tadić dès le premier tour,. La réélection de Tadić est suivie d'élections législatives anticipées qui ont lieu le 11 mai. Le SDP s'associe à la coalition « Pour une Serbie européenne » emmenée par Dragoljub Mićunović, membre du Parti démocratique, qui obtient 38,40 % des suffrages et envoie 102 représentants à l'Assemblée nationale ; le SDP obtient quatre mandats parlementaires. Le 7 juillet, Mirko Cvetković forme le nouveau gouvernement de la Serbie et Rasim Ljajić est réélu dans sa fonction de ministre du Travail et de la Politique sociale, fonction qu'il occupe jusqu'au 27 juillet 2012.
En 2009, Ljajić, qui est toujours président du Parti démocratique du Sandžak, décide de donner une audience nationale à son mouvement et, le 18 octobre, il fonde le Parti social-démocrate de Serbie (SDPS),, ; le SPD devient un mouvement local intégré au SDPS.

### Échelon local
À la suite des élections locales serbes de 2012, le SDP est présent dans plusieurs municipalités du Sandžak. Plusieurs personnalités du parti occupent des postes à Novi Pazar, dont Meho Mahmutović, le maire de la ville, plusieurs adjoints et 15 conseillers municipaux sur 37. Le parti est également présent à Tutin, à Sjenica, à Prijepolje.

## Organisation
- Présidence[3]
  - Rešad Hodžić, président du parti
  - Meho Mahmutović, vice-président
  - Munir Poturak, vice-président
  - Bajram Šehović, vice-président
  - Mirsad Jusufović, secrétaire général
  - Ulfeta Demčović, forum des femmes
  - Muamer Bačevac, Novi Pazar
  - Edin Jusović , Tutin
  - Esad Hodžić, Prijepolje
  - Jasminko Toskić, Priboj
  - Zlatko Jusufović, Sjenica
  - Alija Mujagić, Nova Varoš